# Leopoldamys ciliatus
Leopoldamys ciliatus és una espècie de mamífer rosegador de la família dels múrids. Viu a altituds superiors a 1.000 msnm a Indonèsia i Malàisia. El seu hàbitat natural són els boscos humits tropicals, tant primaris com degradats. Està amenaçada per la tala d'arbres i la transformació del seu medi per a usos agrícoles. El seu nom específic, ciliatus, significa ‘ciliat’ en llatí.